# Echochrome
Echochrome (無限回廊 Mugen Kairō?) es un videojuego desarrollado por SCE Japan Studio junto con Game Yaruoze, publicado por Sony para la PSP, en 2008. También se lanzó el juego en PlayStation Network, para poderse descargar el juego en PSP y también en PlayStation 3. Es un juego de puzles y lógica.

## Sistema de juego
El juego consiste en que echochrome (un muñeco) pueda llegar a los puntos marcados por ecos (sombra de él mismo), jugando con las perspectivas. El mundo de echochrome se rige por 5 leyes:
- Viaje en perspectiva: Por un cambio de perspectiva, puedes conectar diferentes caminos.
- Aterrizaje en perspectiva: Si caes por un agujero, caerás justo debajo.
- Existencia de la perspectiva: Si tapas un vacío, podrá cruzarlo.
- Ausencia de perspectiva: Si tapas una obstrucción, podrá cruzarlo.
- Salto de perspectiva: Si pisas un círculo blanco, este te permitirá pegar un salto.

Hay tres modos de juegos: solitario, donde solo esta echochrome y debes llegar a todos los ecos antes de que se acabe el tiempo; pareja, donde los ecos están en movimientos y el jugador debe atraparlos en un orden; o otros, donde hay un echochrome negro, el cual si lo tocas te mandará donde has empezado o cogido el último eco.